# Acalypha scabrosa
Acalypha scabrosa é uma espécie de flor do gênero Acalypha, pertencente à família Euphorbiaceae.